# Нас не разлучить
«Нас не разлучить» (хинди हम साथ साथ हैं, Hum Saath-Saath Hain) — индийская мелодрама, снятая в Болливуде и вышедшая в прокат 5 ноября 1999 года. Фильм занял первое место в списке кассовых хитов 1999 года.

## Сюжет
У Рама Кишена (Алок Натх) и его жены Мамты (Рима Лагу) три взрослых неженатых сына. У старшего из них, Вивека, проблема с рукой (Мохниш Бехл), и он сомневается, что когда-нибудь найдёт себе жену. Но вдруг знакомится с Садханой (Табу) и женится на ней. Средний сын Прем (Салман Хан) долго жил в Америке и, приехав в Индию, обручается с Прити (Сонали Бендре). Младший сын Винод (Саиф Али Хан) влюблён с свою подругу Сапну (Каришма Капур) и тоже готовится к помолвке.
Их сестра Сангита (Нилам) замужем и живёт с семьёй в доме своего мужа. Вдруг в их семье появляются проблемы, и брат её мужа выгоняет их из дома. Мамта под влиянием подруг пытается убедить Рама, что и их сыновьям нельзя жить в одном доме. Она не исключает, что и Вивек, не являясь родным сыном Мамты, может однажды выгнать из дома Према и Винода. Мамта решает разлучить братьев: Вивек и Садхана отправляются в Рампур для работы на её фабрике. В это же время брат мужа Сангиты признаёт, что совершил ошибку и уговаривает брата вернуться в дом. После этого и Мамта начинает сомневаться в справедливости своего поступка и пытается вернуть Вивека.

## Награды
| Год  | Название премии | Категория     | Победитель     |
| ---- | --------------- | ------------- | -------------- |
| 2000 | IIFA Awards     | Лучший грим   | Джаянти Шевале |
| 2000 | Zee Cine Award  | Лучший монтаж | -              |

## Разное
Во время съёмок фильма Салман Хан, Саиф Али Хан, Нилам, Табу и Сонали Бендре были арестованы за браконьерство в заповеднике на гарну.
Судебное разбирательство по этому вопросу затянулось на 14 лет.